# Шнайттенбах
Шнайттенбах (нем. Schnaittenbach) — город и городская община в Германии, в земле Бавария. 
Подчинён административному округу Верхний Пфальц. Входит в состав района Амберг-Зульцбах.  Население составляет 4199 человек (на 31 декабря 2010 года). Занимает площадь 62,55 км². Официальный код  —  09 3 71 150.
Город подразделяется на 10 городских районов.

## Население
По оценке на 31 декабря 2015 года население общины Шнайттенбах составляет 4188 чел. 

| Дата      | 1840 | 1871 | 1900 | 1925 | 1939 | 1950 | 1961 | 1970 | 1987 | 2011 |
| --------- | ---- | ---- | ---- | ---- | ---- | ---- | ---- | ---- | ---- | ---- |
| Население | 1794 | 1925 | 2009 | 2282 | 2694 | 3601 | 4038 | 4390 | 4266 | 4275 |

| Год       | 1960 | 1970 | 1980 | 1990 | 2000 | 2009 | 2010 | 2011 | 2012 | 2013 | 2014 | 2015 |
| --------- | ---- | ---- | ---- | ---- | ---- | ---- | ---- | ---- | ---- | ---- | ---- | ---- |
| Население | 3972 | 4364 | 4118 | 4502 | 4394 | 4207 | 4199 | 4270 | 4270 | 4254 | 4228 | 4188 |